# Laosfulvetta
Laosfulvetta (Fulvetta danisi) är en fågel i familjen papegojnäbbar inom ordningen tättingar.

## Utseende och läte
Laosfulvettan är en liten (11,5 cm) tätting i grått, brunt och vitt. Nominatformen (se nedan) är gråbrun på hjässa och mantel, med långa brunsvarta längsgående hjässband. På resten av ovasnidan är den rostbrun, med gråvita kanter på yttre handpennorna som formar en smal vingpanel. I ansiktet syns vitt på tygel och ögonbrynsstreck och ljusbrunt på kind och örontäckare. Från hakan till övre delen av bröstet är den skärbeige med svaga ljusbruna strimmor, övergående till vitt på buken och rostbrunt på flanker och undergump.
Underarten bidoupensis är brunare på hjässan än nominatformen och saknar ljus vingpanel. Arten är lik närbesläktade glasögonfulvettan, men har mörkare och gråare hjässa, mer enfärgad vinge och mörkare strimmor på strupe och bröst.
Sången har inte med säkerhet dokumenterats, en möjlig sådan dock återgiven som "see-sew-see-see". Bland lätena hörs snabbt upprepade "chrrrrit" och "chrrt-chrrt-chrrt...".

## Utbredning och systematik
Laosfulvetta delas upp i två underarter med följande utbredning:
- Fulvetta danisi danisi – nordvästra Tonkin och norra Laos
- Fulvetta danisi bidoupensis – södra Vietnam (Da Lat-platån)

Laosfulvetta behandlas ibland som underart till glasögonfulvetta (F. ruficapilla).

### Släktes- och familjetillhörighet
Tidigare behandlades fulvettorna som timalior och placerades i släktet Alcippe, men DNA-studier visar att arterna i Alcippe endast är avlägset släkt med varandra, så pass att de numera placeras i flera olika familjer. Fulvettorna är en del av en grupp i övrigt bestående av papegojnäbbarna, den amerikanska arten messmyg, de tidigare cistikolorna i Rhopophilus samt en handfull släkten som tidigare också ansågs vara timalior (Lioparus, Chrysomma, Moupinia och Myzornis). Denna grupp är i sin tur närmast släkt med sylvior i Sylviidae och har tidigare inkluderats i den familjen. Enligt sentida studier skilde sig dock de båda grupperna sig åt för hela cirka 19 miljoner år sedan, varför tongivande International Ornithological Congress (IOC) numera urskilt dem till en egen familj, Paradoxornithidae. Denna linje följs här.

## Levnadssätt
Laosfulvettan hittas vanligen i bambustånd och undervegetation städsegröna lövskogar, men även i buskmarker i röjda områden, i skogskanter och i öppnare skog med ek och rhododendron. Den förekommer i bergstrakter på mellan 1800 och 2440 meters höjd. Häckningsbiologin har inte dokumenterats, ej heller födan, men antas leva av små ryggradslösa djur och vissa vegetabilier. Den ses enstaka, i par eller i småflockar med upp till åtta individer.
Breeding
No information.

## Status och hot
Arten har ett stort utbredningsområde och tros öka i antal. Internationella naturvårdsunionen IUCN listar den därför som livskraftig (LC).

## Namn
Fågelns vetenskapliga artnamn hedrar den franske ornitologen Vincent Danis. Fulvetta är diminutiv av latinska fulvus, "gulbrun", det vill säga "den lilla gulbruna".